# Utility back

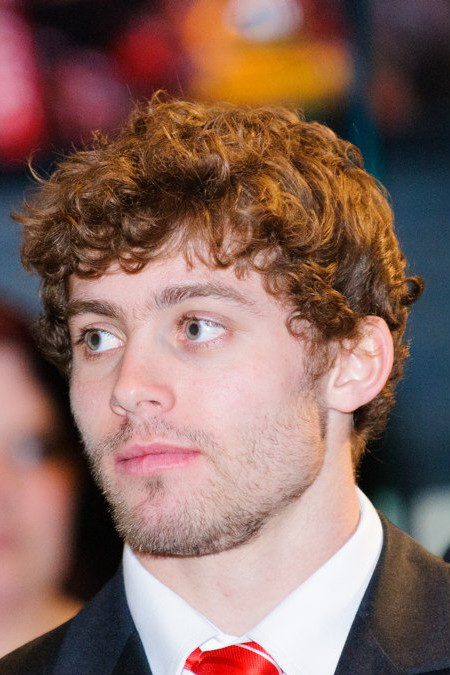
Leigh Halfpenny, numero 15 della nazionale gallese, è un'utility back

L'utility back è un giocatore di rugby in grado di giocare in diverse posizioni da tre quarti. A livello internazionale, sono pochi i giocatori in grado di ricoprire efficientemente un ruolo multiplo di tre quarti (mediano di mischia, mediano d'apertura, tre quarti centro, tre quarti ala, estremo).
Sebbene nessun vero utility back sia stato ancora inserito nella International Rugby Hall of Fame e nella IRB Hall of Fame, tra i più noti utility back moderni possono annoverarsi i seguenti giocatori: 
- Santiago Cordero (Argentina)
- Adam Ashley-Cooper (Australia)
- Quade Cooper (Australia)
- Matt Giteau (Australia)
- James O'Connor (Australia)
- Damien Traille (Francia)
- Leigh Halfpenny (Galles)
- James Hook (Galles)
- Mike Catt (Inghilterra e Lions)
- Austin Healey (Inghilterra)
- Daniel Bowden (Nuova Zelanda)
- Israel Dagg (Nuova Zelanda)
- Cory Jane (Nuova Zelanda)
- Luke McAlister (Nuova Zelanda)
- Chris Paterson (Scozia)
- Percy Montgomery (Sudafrica)
- François Steyn (Sudafrica)